# Euryschiza salaama
Euryschiza salaama är en skalbaggsart som beskrevs av Brenske 1898. Euryschiza salaama ingår i släktet Euryschiza och familjen Melolonthidae. Inga underarter finns listade i Catalogue of Life.